# Lista över avsnitt av Anders och Måns
Anders och Måns var en svensk TV-serie med Anders Johansson och Måns Nilsson, som sändes mellan 2003 och 2004 på SVT2. Serien var en vidareutveckling av duons radioprogram Så funkar det. Den innehöll humoristiska reportage om personer, platser och företeelser i framförallt Sverige men även utomlands, presenterade av Johansson och Nilsson.
I slutet av 2004 meddelades att serien skulle sluta, då Johansson och Nilsson istället ville fokusera på en krogshow.
Serien bestod av två säsonger med totalt sjutton drygt halvtimmeslånga avsnitt.

## Säsong 1
De tio avsnitten i den första säsongen sändes hösten 2003 fredagar 22.30. Serien repriserades följande vår/sommar på torsdagar 21.30, med start 27 maj 2004.
| Avsnitt | Titel | Sändningsdatum   |
| --- | ----- | ---------------- |
| 1 |       | 17 oktober 2003  |
| Anders undrar var gränsen går för hur långt man kan putta sig med kontorsstol. Duon börjar transportera sig genom SVT:s kontor med sina stolar vilket skapar en trend för alla anställda på SVT att använda kontorsstolar som transportmedel. Detta leder till ett reportage om hur världen skulle se ut om bilar ersattes av kontorsstolar. Avsnittet innehåller även ett reportage om hur jakt av mullvad går till, med mullvadsjägaren Paul Gerber som gäst. Andra segment i avsnittet är storleken på glasögon genom Sveriges historia, samt hur namnteckningar bör se ut. |       |                  |
| 2 |       | 24 oktober 2003  |
| Anders och Måns drar ut på hundutställning vid Sofiero slott och lånar hunden Nöken, en kinesisk nakenhund/puli blandning, för att ställas ut. De ställer ut Nöken i Grand danois-klassen och vinner ett hederspris. Innan de lämnar tillbaka Nöken till sin ägare stannar duon vid en kyrka för att bikta sig. I kyrkan sjunger gosskören Mälarö kyrka fast med helt annan text än originalet, vilket förargar prästen. Mellan dessa segment sker också ett reportage om pingis och dess koppling till rap metal. Ett stående skämt i avsnittet är att Måns vill bjuda Anders på cerat, men Anders vill inte ha det, vilket så småningom leder till en diskussion om herpes. |       |                  |
| 3 |       | 31 oktober 2003  |
| Duon åker iväg till Kälarne för att besöka country- och blues-sångerskan Ingegerd "Sudden" Eriksson, som vid 60 års ålder inledde en artistkarriär. Efter detta avsnitt förekommer Suddens musik i bakgrunden av alla avsnitt i säsong ett. Efter att ha besökt Sudden kommer duon in på en diskussion om det fortfarande finns oupptäckt mark i världen. Anders försäkrar att det finns oupptäckt mark på Mallorca. Måns tror inte på honom, så för att bevisa det gör därför Anders ett reportage i stil med Packat & Klart i ett försök att hitta oupptäckt mark på ön. Under programmets gång deklarerar även Måns Lars-Åke som Sveriges bästa förnamn. |       |                  |
| 4 |       | 7 November 2003  |
| Anders säger sig ha läst i sin fantasi att människor som badar hellre vill stöta på en levande haj än ett gammalt plåster. Under avsnittets gång ser vi två personer på produktionsbolaget Phenomenal Films försöka att få fram en idé till en skräckfilm, men till ingen nytta. Det är inte förrän de ser början av avsnittet, då Anders pratar om människors skräck för plåster, som de får en idé. Direkt efter berättar Anders att det egentligen inte finns någonting som är smuts, utan att allting som kallas det är egentligen omplacering av saker människor gillar. Anders tar också upp kostnaden för bilparkering, och att som hämnd mot parkeringsbolagen borde man istället åka cykel till arbetet. Duon diskuterar även vart alla pengar från Stockholmsbörsen tagit vägen. |       |                  |
| 5 |       | 14 november 2003 |
| Anders och Måns besöker Peter och Christine Larsson som ska delta i billjudsbyggartävlingen i Vallåkra, och duon deltar även själva genom att bygga in en stor bilstereo i sin förlängda Volvo. Dessutom gör Måns ett reportage om tuber och kommer till slutsatsen att alla produkter som är mjuka, lagom fuktiga och utan stora bitar ska förpackas på det sättet. I ett parodi-inslag av Naturrutan försöker Anders göra ett reportage om harar. Efter att inte ha lyckats hitta några säger han och filmteamet att programmet är "kört" tills Arne Weise dyker upp, utklädd till hare, och pratar om harens matsmältningssystem. Detta blir för "äckligt" och teamet byter istället djur till daggmask. Anders vet däremot ingenting om daggmask och detta leder till att Weise dyker upp igen, denna gång klädd som daggmask. Den fakta Weise berättar leder återigen till att teamet kallar det för "äckligt" och de försöker byta djur ytterligare en gång. Medan de försöker hitta ett nytt djur dyker en mystisk man upp (spelad av Bärra Andersson) och sjunger en sång om hur alla är nakna under sina kläder. Ett stående skämt i programmet är att det hela tiden refereras till ett framtida inslag om tysk erotik, som senare refuseras i slutet av programmet. Dessutom berättar Anders i början och slutet av avsnittet hur viktigt det är att ta med sig ketchup när man reser utomlands. |       |                  |
| 6 |       | 21 november 2003 |
| I början av avsnittet bestäms det att programmet ska handla om dragspel, och därför drar duon iväg till Bäckeberg, öster om Leksand för att besöka Stig Eldh. Det visar sig dock att Eldh inte alls är dragspelsexpert och därför bestämmer sig Anders och Måns att skippa dragspelstemat. Istället bestämmer sig duon för att göra ett matprogram och åker då tillbaka till Eldh, som gör sylta av gris. Detta leder Anders till att undra varför man inte äter get. Under avsnittets gång försöker Anders komma på ett udda namn på en svensk skådespelare, men allt Måns kan komma på är "Womba Womba" "Rolf" och "Somrig ostsås". Måns diskuterar också om utländska företag som använder bokstäver som Ö i sina namn istället för O för att låta nordiska. |       |                  |
| 7 |       | 28 november 2003 |
| Måns gör ett reportage om fötter och menar att inom den svenska kulturen behandlar man fötter väldigt illa och det är den kroppsdelen man är mest missnöjd med, trots att de är viktiga. I slutet av avsnittet rappar Timbuktu en låt om fötter. Efter att ha gjort en musmatta av tysk burkskinka försöker Måns och Anders överträffa varandra i vad de kan göra av skinka. Detta slutar med att Måns försöker täcka hela Tysklands Bundestag med skinka. Duon besöker också ett galg-museum för att prata om galgar, och Anders gör ett reportage om tresteg. Anders gör också ett reportage om hur svårt det är för kändisar då de alltid är i fokus. Han kommer på lösningen att ersätta alla kändisar med Jarl Alfredius, då "Alla är intresserade av vad Jarl säger, men inte av själva Jarl." Genom programmets gång blir Måns hela tiden förföljd av en serbisk orkester, som i slutet av avsnittet kidnappar honom. Avsnittet fälldes i Granskningsnämnden för otillbörligt gynnande då Måns hade en gul skjorta med ett Volvo-märke över hela ryggen, vilket syntes av och till under större delen av programmet. |       |                  |
| 8 |       | 5 december 2003  |
| Programmet fortsätter handlingen från förra avsnittet, och Måns vaknar upp ensam på ett fält i Serbien, med en trumpet bredvid sig. Han hittar en by men kan inte kommunicera med befolkningen. Det är inte förrän han stöter på Boban, mannen som kidnappade honom, som han förstår att han är i Guča, som håller en årlig trumpetfestival. Boban utser Måns till sin lärjunge, och försöker lära honom att spela trumpet. Efter hård träning blir Måns slutligen expert på att spela instrumentet. Samtidigt i Sverige försöker Anders hitta Måns, men till ingen lycka. Han bestämmer sig därför för att göra om programmet, med den nya titeln "Anders". Han gör ett reportage om hur det bara är en som kör alla fordon, och kommer till slutsatsen att detta också gäller den svenska regeringen. Den nya showen är väldigt impopulär då Måns är TV-tittarnas favorit, och därför bestämmer sig Anders för att ta ett inslag gjort av Måns. Detta inslag är om Ronneby blodbad och om hur det borde uppmärksammas lika mycket som Stockholms blodbad. I slutet av avsnittet kommer Måns tillbaka och programmet blir som vanligt igen. Under programmet finns det också inklippta sketcher av en irriterad far på ett kafé, som diskuterar med sin vän om att han är trött på att hans barn ber honom om att skaffa ett husdjur till dem. Han blir slutligen så arg så hans huvud exploderar.         |       |                  |
| 9 |       | 12 december 2003 |
| Efter att ha förstört ett inslag bestämmer sig Anders och Måns för att gå hem istället för att fortsätta med programmet. Duon återvänder till ämnet om namnteckningar och hur de ska se ut. De kommer till slutsatsen att ens namnteckning kan exempelvis se ut som ett alpmassiv men inte som en blomma. Måns pratar om sin resa i Serbien och om trumpetfestivalen, som han upplevde i det förra avsnittet. Avsnittet har även ett inslag om silverfiskar, med berättarröst av Jan Danielson. Duon blir så småningom uttråkade hemma och bestämmer sig för att åka på en resa till Jämtlands läns museum. Detta leder till ett reportage om Storsjöodjuret, och den specialgjorda fångstsaxen som skapades för att fånga odjuret. På vägen hamnar Anders och Måns i ett diskussion om man kan klassificera Mungos som hjältar. |       |                  |
| 10 |       | 19 december 2003 |
| I början av avsnittet blir Anders biten av en radioaktiv get som ger honom superkrafter. Eftersom säsongen slutar behöver Anders och Måns hitta ett nytt sätt att tjäna pengar, och därför bestämmer Måns att de ska sätta upp ett pyramidspel, där de säljer juice gjort på rönnbär, under märket Rönni Juice. Detta faller dock ihop, då duon får reda på ett juiceföretag med en liknande, och mer framgångsrik, affärsmodell. Anders gör ett reportage om att konferenser är "vår tids största miljöhot" då de använder mycket papper för att göra scheman, men att de egentligen inte behöver använda så mycket. Under avsnittets gång är Anders besviken på att ingen uppmärksammar att han fyller år, och mitt i ett inslag om statliga finanser råkar han av misstag planera sin egen överraskningsfest. I slutet av avsnittet bjuder Anders sin flickvän (Sanna Persson) på middag och avslöjar då sina superkrafter. När han ska prova dem genom att hoppa från ett höghus visar det sig dock att de inte fungerar. Väl nere på marken kommer Anders i bråk med tre ninjakrigare, som blir nedslagna av Måns. Anders flickvän avbryter dock slagsmålet för att hon tycker att slutet är för grabbigt. Slutet görs om två gånger till, innan programmet får sitt riktiga slut. |       |                  |

## Säsong 2
Den andra säsongen sändes hösten 2004 och bestod av sju avsnitt som visade på onsdagar 21.30. Nytt för säsongen var bland annat att de tidigare gula färgerna bytts ut mot lila och rosa och att Christoffer Barnekow fått en framträdande roll. Den gula förlängda Volvon hade också blivit lila och ackompanjerades av en liten skoter.
I varje avsnitt drogs början av vitsen Vet du varför gynekologer alltid bär fotriktiga sandaler?, men tittarna fick av olika anledningar aldrig höra svaret.
| Avsnitt | Titel                               | Sändningsdatum   |
| --- | ----------------------------------- | ---------------- |
| 11 | "På vingar av saft"                 | 10 november 2004 |
| SVT:s styrelseordförande inleder med att säga att han INTE talar tvärtomspråket, för att därefter gå vidare och prata om nedskärningar. Vidare bestäms att Christoffer Barnekow blir producent för Anders och Måns. Hans vision är att tillföra programmet mer glitter och glamour, vilket resulterar i ett kabaréliknande program med en kvinnokör i paljetter som huvudfokus. Berättarrösten Göte går utanför manus och kopplar ihop belgare med gegga och Måns hittar paralleller till sin tjej, som brukar blanda ihop fakta med känslor. Anders gör ett inslag för att reda ut vad man gör på länsstyrelsen, och kommer fram till: på länsstyrelsen talas det baklänges, vilket får kvinnokören att haka upp sig och upprepa frasen fram om och om igen. Styrelseordföranden råkar se programmet när han går förbi en TV, och ringer Barnekow för att meddela att de kört fast. Barnekow skickar Anders och Måns på inspirationsresa till humorns Mecka, vilket visar sig innebära den sibiriska staden Novosibirsk, där de möter den ryska pyrotekniska humorgruppen Blue Noses, bestående av Slava, Sasha och Konstantin, som lär Anders och Måns att avfyra fyrverkierpjäser från kalsongerna. |                                     |                  |
| 12 | "Paprika-allergikern"               | 17 november 2004 |
| Sveriges Televisions förhandlingar med Stim strandar. I stället tecknar företaget ett avtal med Orup vilket leder till att det spelas Orupmusik i hela programmet. Christoffer försöker få lite journalistisk tyngd i programmet och skickar Anders för att titta på Sveriges största pumpa och Måns för att spela ett får i en tecknad film. På vägen från Malmö till Stockholm åker Måns till Skellefteå för att besöka skaparen av Dubbningshemsidan. |                                     |                  |
| 13 | "Fruktbaserad familjeunderhållning" | 24 november 2004 |
| Programmet inleds med att handla om lackering av bilar, men läggs efter någon minut ner av Christoffer som istället producerar underhållningsprogrammet "Familjeananasen". Anders och Måns åker till Köpenhamn för att extraknäcka på Zoo och bestämmer sig istället för att lansera ett klädmärke, Greed, efter samma modell som We. Man engagerar Jesper Aspegren för att klädmärket ska gå hem bland ungdomar. Anders tar hem den pakistanska arbetaren Rashid och upprättar en ekonomisk frizon i trädgården. En "reklamfilm" för struthattar visas, där rollerbladeåkare bär strutar på huvudet samtidigt som de skejtar. |                                     |                  |
| 14 | "Människans sämsta vän"             | 1 december 2004  |
| Programmet inleds med att Anders tycker att det är för varmt i den tjocka ylletröja han bär, någon som leder till att Måns anmäler de båda till motion genom sporten traktorpulling. Senare handlar programmet om runstenar. Måns besöker Krogstastenen i Krogsta och utser den till den fräckaste konsten i Sverige under 600-talet. Därefter åker man iväg på traktorpulling och låter Fredrik Andersson förbereda deras förlängda Volvo. Sedan besöker Måns en arkeolog som gräver upp en grop. Man försöker även lura framtida arkeologer att 2000-talets skandinaver tillbad Lennart Hoa-Hoa Dahlgren och bar melonhjälmar samt att Rasmus Nalle har existerat, likt Troja som setts som en myt innan Heinrich Schliemann upptäckte staden. På traktorpullingen möter man Christoffer som gör ett program om samtidskonst samtidigt. Volvon klarar inte av att dra det tunga släpet i traktorpullingen och Anders och Måns får gå hem. |                                     |                  |
| 15 | "Ragnar, Colin och jag"             | 8 december 2004  |
| Måns undersöker varför saker inte ser ut som de borde, exempelvis verkar det som om hus som ligger längre bort är mindre, även om så är inte fallet. Efter att ha misslyckats med att bringa klarhet i detta åker Anders och Måns på en PRO-resa till Gamla Linköping för att besöka fenomenet Ragnar Dahlberg i Dahlbergs café. Christoffer jagas av Colin Nutley som vill göra en filmsvit om de 51 dygderna. Efter en biljakt från Linköping till Malmö och en genomgång av flera förslag på filmsviter kommer Christoffer och Colin överens om att man ska låta SVT finansiera en filmsvit om betalkort. |                                     |                  |
| 16 | "Det ringer dagligen"               | 15 december 2004 |
| Regisserandet av cashkortsmusikalen inleds med Stephen Simmonds i huvudrollen. Colin Nutley har dock hoppat av. Anders studerar höghus för grisar och andra varelser (såsom revisorer). Vi får även svaret på den gäckande frågan om grisar är höjdrädda. Panelkungen besöks i sin gård i Teckomatorp. I en intervju i radioprogrammet Lantz i P3 har Simmonds sagt att han träffade Anders och Måns under inspelningen av Fortet och där blev tillfrågad om han ville vara med i musikalen. |                                     |                  |
| 17 | "Drömmen om Jamaica"                | 22 december 2004 |
| Programmet presenteras som ett avslöjande program där man skulle visa mer om hur man gjorde serien och vilka skådespelare som finns bakom karaktärerna "Anders" och "Måns". I programmet hinner Anders med att åka till Saxtorp för att delta i ett radiodiggardygn och Måns visar hur han for till Köpenhamn för att ge dammsugarpåsar till kronprins Frederik och Mary Elizabeth Donaldson. Måns förklarar också hur man i avsnitt 4 gav bort Anders hund och att man gav den till kung Carl XVI Gustaf. För att ge en djupare insikt i skänkandet av djur till kungligheter besöker Måns Gripsholms slott för att titta på det uppstoppade lejon som finns där och som enligt Måns stoppades upp av "en skicklig uppstoppare". Till slut visar det sig att SVT:s styrelse egentligen är utomjordingar som sparar pengar för att kunna flyga hem med sitt rymdskepp. Detta efter att ha nekat Christoffer Barnekow att producera fler filmer om betalkort, efter att ha visat SVT:s behovstrappa där 14 nya digitala kanaler finns på första trappsteget. |                                     |                  |